# Atelier Kane Kwei
L'atelier Kane Kwei est un atelier de menuiserie-sculpture basé dans la ville de Teshie au Ghana (5° 35′ 16″ N, 0° 05′ 59″ O), dont l'activité est centrée sur la production de cercueils et notamment de « cercueils de fantaisie ». Depuis 2005, il est dirigé par Eric Adjetey Anang et son père Cedi Anang, fils de Seth Kane Kwei.

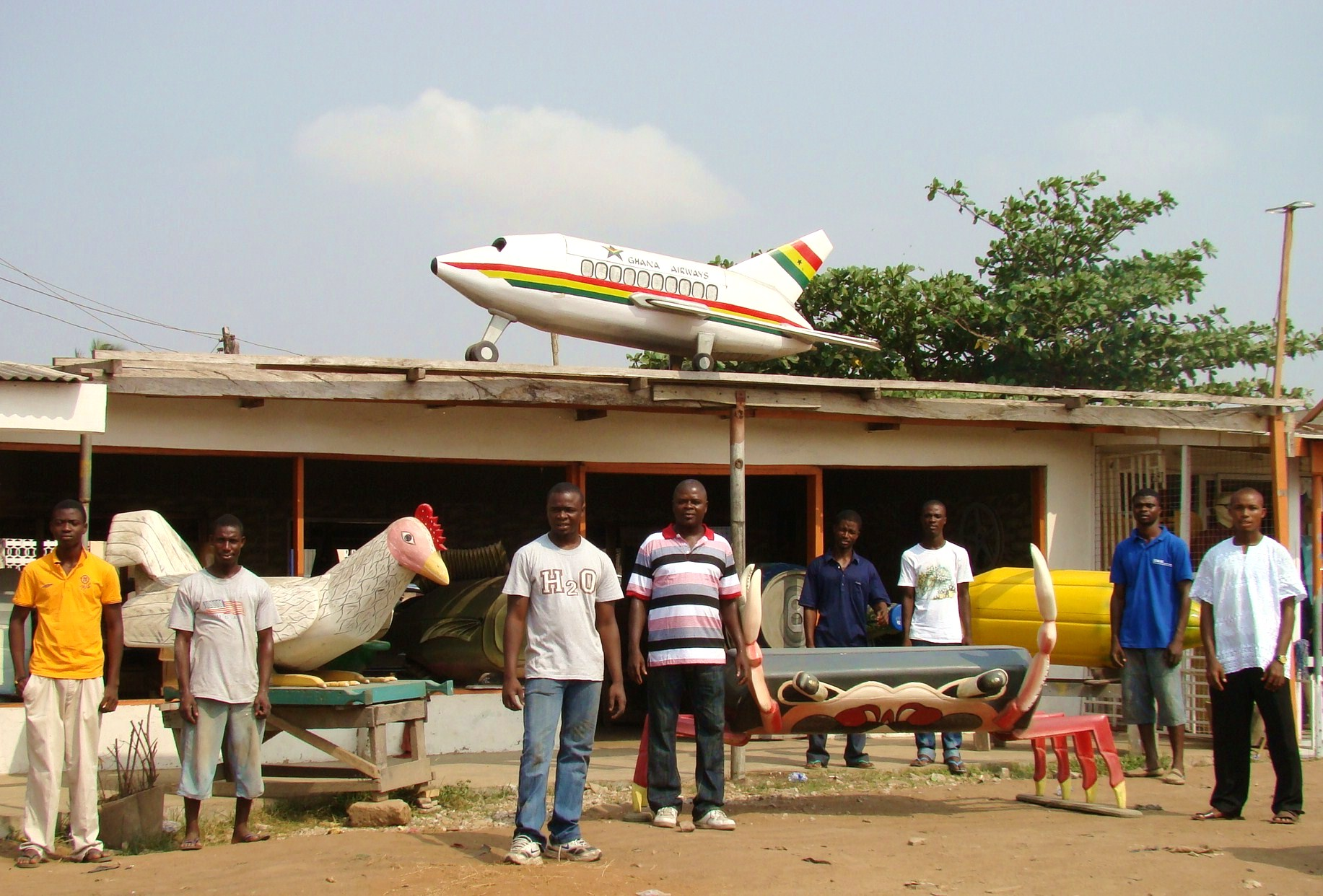
L'atelier Kane Kwei
mise en scène Guy Hersant le 10 janvier 2010.

## Historique

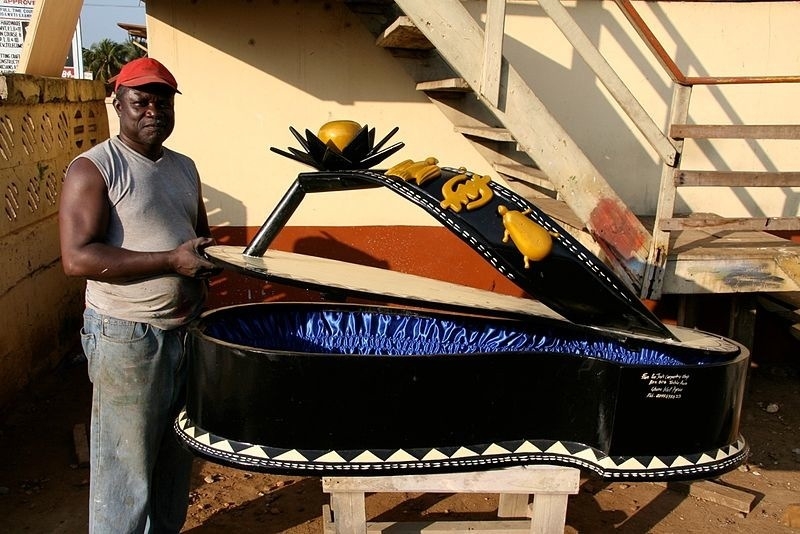
Paa Joe, apprenti de Kane Kwei.

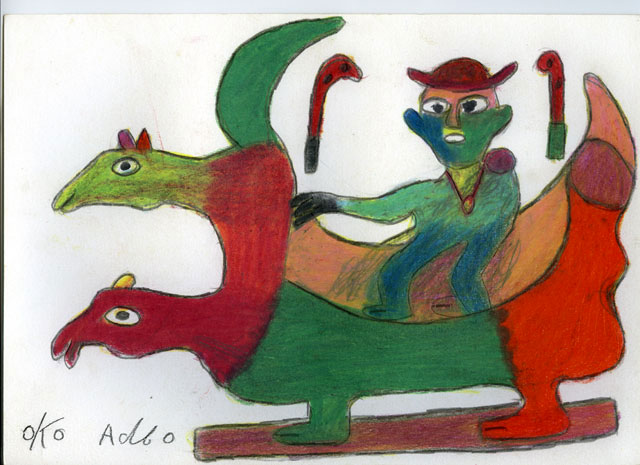
Palanquin figuratif; dessin de Ataa Oko (1918-2012)

Seth Kane Kwei (1922-1992) était un charpentier menuisier établi à Teshie, dans les faubourgs d’Accra au Ghana.
Il était considéré longtemps comme l'inventeur des cercueils fantaisie dans les années 1950. Ces cercueils étaient liés avec les palanquins figuratifs que les rois Ga utilisaient avant,, des design coffins ou fantasy coffins, en français « cercueils de fantaisie », et en langue Ga (ethnie prédominante de la région d’Accra) Abebuu adekai (« boîtes à proverbes »). Seth Kane Kwei fut le premier artiste à rendre célèbres ses cercueils figuratifs à l'étranger.
Si quelques unités avaient été acquises dans les années 1970 par des galeristes américains (Vivian Burns en 1973, Ernie Wolfe, tous deux établis à Los Angeles) c’est à partir de 1989 que les cercueils de Kane Kwei ont accédé à une reconnaissance internationale en tant qu’œuvres d’art éphémère, emblématique de la création contemporaine en Afrique. 
Leurs présentations successives dans les expositions Les Magiciens de la terre (Centre national d'art et de culture Georges-Pompidou et Grande Halle de la Villette, Paris, 1989 – Commissaire Jean-Hubert Martin,) et Africa Explores (New Museum of Modern Art, New York, États-Unis, 1992 – Commissaire Susan Vogel) ont été déclencheurs de cette reconnaissance.
L’utilisation de ces cercueils lors des funérailles en pays Ga (peuple) s’est généralisée dès le début des années 1960, devenant de facto une véritable tradition.
Au décès de Kane Kwei, son fils Sowah prend la relève à la tête de l’atelier puis ce fut le tour de Cedi – cadet de Sowah – après la disparition de ce dernier en 1999. Depuis 2005, Eric Adjetey Anang (né en 1985, fils de Cedi) s’attache à dynamiser la créativité de l’atelier par l’introduction de nouveaux modèles, la création de meubles réalisés dans le même esprit et avec les mêmes techniques que les cercueils.
Une dizaine d’ateliers établis à Teshie et dans la région d’Accra produisent des cercueils apparentés. Quelque patrons sont d’anciens apprentis de Kane Kwei ou de ses successeurs. Parmi eux, on trouve ceux de Paa Joe à Pobiman, Paa Willie à Nungua (mort en 2009, son fils Odai a repris son atelier), Tei à Dorwanya, Daniel Mensah (en) (Hello) et Lay à Teshie, Tetteh à Amasaman, Tetteh Red à Ningo, Eric Kpakpo à La ou encore Kudjoe Affutu à Awutu (Central Region).

## L'atelier depuis 2005
L’Atelier Kane Kwei utilise des bois légers comme le wawa (bois blanc) ou l'emien pour les cercueils destinés à des funérailles. Ceux voués à l’exportation en tant qu’œuvres d’art sont réalisés à partir d’essences plus nobles et aussi plus chères, comme le limba ou l'acajou d’Afrique.
L’Atelier Kane Kwei est profondément ancré dans la tradition Ga, tant par la genèse de ses productions, par les protocoles encadrant leur utilisation locale, que par son type de fonctionnement basé sur une main d’œuvre d’apprentis dont le nombre peut atteindre une dizaine. À la fin de l’apprentissage qui dure de deux à cinq ans, une cérémonie traditionnelle est organisée. À cette occasion, l’apprenti doit verser une somme d’argent, faire don de boissons alcoolisées, d’un parasol, d’une paire de sandales au patron de l’atelier et un certificat lui est remis,.
Le processus de fabrication des cercueils débute par l’observation scrupuleuse de documents visuels reproduisant le modèle considéré – voire du modèle lui-même, une poule vivante par exemple – immédiatement suivie par son interprétation en trois dimensions. Ni plans ni croquis ne sont réalisés en préalable à leur fabrication. Une fois l'assemblage réalisé, le cercueil est poncé et les éventuelles fissures sont bouchées au plâtre de Paris. Deux couches de peinture d'apprêt sont passées au pistolet avant de procéder à la décoration peinte elle-même. L'intérieur de l'objet fait aussi l'objet d'une grande attention dans la manière d'apprêter et de présenter la garniture en tissu.
A l’initiative de l’Atelier, des partenariats artistiques avec des structures occidentales ont été mis en œuvre et des résidences d’artistes étrangers organisées,.
En 2013, la reconnaissance et la réputation de l'atelier sont à la fois établies sur le plan local - en tant que fabrique de cercueils - et international - en tant que laboratoire de création artistique. Le rôle que jouent certaines agences de voyages qui inscrivent sa visite à leur programme joue un rôle non négligeable dans cette perspective de fusion des reconnaissances.

## Modèles de cercueils créés par l'atelier Kane Kwei (liste non exhaustive)
| Type              | objets représentés |
| ----------------- | --- |
| Animaux           | Aigle • Antilope • Baleine • Caméléon • Colombe • Coq • Crabe • Dindon • Écrevisse • Éléphant • Escargot • Langouste • Lion • Paon • Perroquet • Poisson (red fish) • Poisson à rayures • Poisson chat • Poisson tilapia • Porc • Poule • Requin • Sardine • Serpent • Thon • Tortue • Vache • Aulacode (Thryonomys swinderianus) • Raie manta • Doberman |
| Bâtiments         | Église catholique • Maison d’habitation • Épicerie • Ferme traditionnelle danoise |
| Fruits et légumes | Ananas • Banane plantain • Cabosse de cacao • Canne à sucre • Épi de maïs • Noix de palme • Oignon • Piment rouge • Piment vert • Potiron • Carotte • Tomate |
| Objets            | Ballon de football • Bible • Container Maersk • Bouteille de bière Star • Bouteille de Coca-Cola • Bouteille de soju • Bouteille de vodka • Canette de soda Aquarius • Chaussure de football • Clé • Éolienne • Épée traditionnelle • Fusil à deux coups • Fusil mitrailleur • Guitare • Journal “Graphic” • Filet de pêche • Louche • Machine à coudre • Marmite • Marteau • Microphone • Moteur hors-bord • Piano à queue • Projecteur de cinéma • Rabot • Robot • Sac de farine • Sceptre traditionnel • Scie égoïne • Seringue • Sifflet d’arbitre • Soufflet de forge • Stylo à bille • Stylo à bille et cahier • Tabouret Ashanti • Tambour basse • Tambour parlant • Télécommande • Téléphone mobile • Truelle • Boîte de maquereaux • Liasse de billets de banque • Balle de 9mm • Xylophone • Préservatif • Chargeur de Kalashnikov |
| Véhicules         | Ambulance • Autobus 32 places • Avion Ghana Airways • Avion KLM • Bateau de croisière • Camion Bedford • Camion benne • Camion de pompiers • Canot de pêche • Char d’assaut • Minibus Volkswagen • Tracteur • Voiture Mercedes-Benz • Voiture Toyota Corolla • Jet privé |
| Autre             | Soleil • Terrain de football |

## Sélection d’expositions antérieures à 2005

### Expositions collectives
- 2005 Arts of Africa, Grimaldi Forum, Monaco, France[12]
- 2005 African Art Now, Museum of Fine Art, Houston, États-Unis.
- 2005 Sexualität und Tod - AIDS in der Zeitgenössischen Afrikanischen Kunst, RJM Museum, Cologne, Allemagne.
- 2003 Ghana: hier et aujourd’hui, Musée Dapper, Paris, France[13]
- 1998 AFRICA Vibrant New Art from a Dynamic Continent, Tobu Museum of Art, Tokyo, Japon.
- 1996 Neue Kunst aus Afrika, Maison des Cultures du Monde, Berlin, Allemagne.
- 1993 Skizzen eines Projektes, Ludwig Forum für internationale Kunst, Aachen, Allemagne.
- 1991 Africa Explores: 20th Century African Art, New Museum of Contemporary Art, New York, États-Unis.
- 1989 Magiciens de la Terre, National Museum of Contemporary Art - Georges Pompidou Center, La Grande Halle de la Villette, Paris, France.

### Expositions individuelles
- 2000 Ein Fisch für die letzte Ruhe, Museum auf dem Ohlsdorfer Friedhof, Hamburg, Allemagne[14].
- 1998 Kane Kwei, Museum of Contemporary and Modern Art, Geneva, Suisse.
- 1997 Wie das Leben, so der Sarg...Nam June Paik, Ifa Gallery, Bonn, Allemagne.
- 1995 Nam June Paik Recent Works, galerie Benamou-Gravier, Paris, France - Œuvres de Kane Kwei revisitées par Nam June Paik[15].

## Films
- (fr) Les Cercueils de monsieur Kane Kwei, Thierry Secretan, 1989